# 贝格勒
贝格勒（法語：Bègles，法語發音：[bɛɡl]）是法国新阿基坦大区吉伦特省的一个市镇，位于该省中部，波尔多市区以南，加龙河左岸，属于波尔多区和波尔多都会区。贝格勒是法国西南部城市波尔多重要的郊区市镇，因境内的波尔多-贝格勒橄榄球俱乐部而闻名，其所在的格拉夫也是重要的波尔多葡萄酒产区之一。

## 历史
贝格勒是波尔多近郊重要的卫星城之一，工业革命时期得到快速发展，一度成为波尔多附近人口最多的卫星城。现已完全和波尔多市区融合，基本实现全域城市化。

## 地理
贝格勒（44°48'28"N, 0°32'56"W）面积9.96 平方千米，位于法国新阿基坦大区吉倫特省，该省份为法国西南部沿海省份，是法國本土面积最大的省，北起滨海夏朗德省，西临大西洋，南至朗德省，东南接洛特-加龍省，东临多爾多涅省。
与贝格勒接壤的市镇（或旧市镇、城区）包括：波尔多、塔朗斯、维勒纳沃多农、布利亚克、弗卢瓦拉克、拉特雷讷。
贝格勒的时区为UTC+01:00、UTC+02:00（夏令时）。

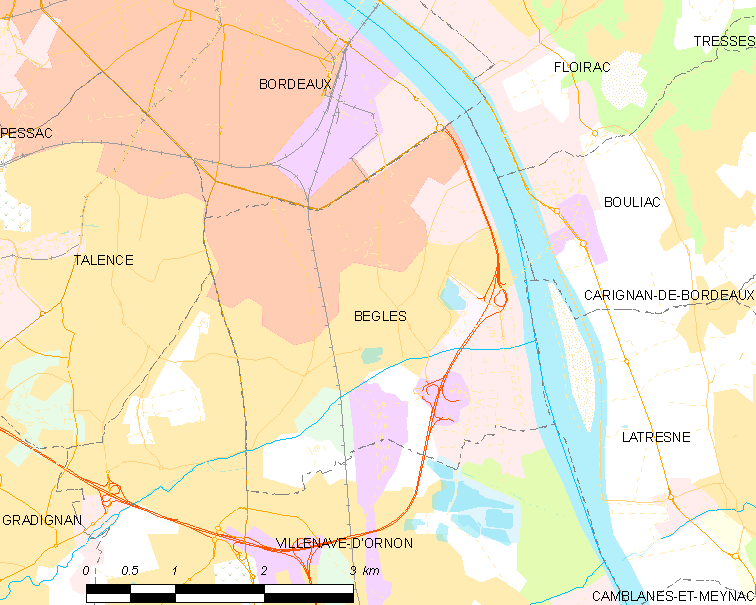
贝格勒的OSM定位图

## 行政
贝格勒的邮政编码为33130，INSEE市镇编码为33039。

## 政治
贝格勒所属的省级选区为塔朗斯县、维勒纳沃多农县。

## 文化
贝格勒法兰克城堡是境内主要的历史建筑。

## 交通
波尔多有轨电车C线、D线和多条波尔多公交线路均经过境内，波尔多－塞特铁路经过境内并设有通勤车站。

## 人口

1962-2008年间贝格勒人口变化图示

贝格勒于2022年1月1日时的人口数量为30968人。

## 友好城市
- 德国 苏尔
- 羅馬尼亞 克爾利巴巴鄉
- 西班牙 科利亚多-比利亚尔瓦
- 爱尔兰 布雷
- 中非 宾博